# عبد القادر بايزيد
عبد القادر بايزيد (بالألمانية: Abdulkadir Beyazit)‏ هو لاعب كرة قدم ألماني في مركز الهجوم، ولد في 4 نوفمبر 1996 في برلين في ألمانيا. لعب مع إنيرجي كوتبوس.

## وصلات خارجية
- عبد القادر بايزيد على موقع قاعدة بيانات كرة القدم.إي يو (الإنجليزية)
- عبد القادر بايزيد على موقع عالم كرة القدم.نت (الإنجليزية)